# Chiesa della Michelizia
La Chiesa della Michelizia è un edificio religioso ubicato a Tropea nel rione Carmine.

## Storia
Le origini risalgono al XIII secolo dedicata a Santa Maria della Neve, anche se è conosciuta come “Chiesa di S. Maria Michelizia” o più semplicemente “Chiesa di Michelizia” secondo la tradizione che la ritiene fondata da un ricco mercante siciliano di nome Michele Milizia (da cui Michelizia) che, in una notte di tempesta, trovandosi in pericolo in mezzo al mare, fece voto alla Madonna della Neve che avrebbe edificato una chiesa se si fosse salvato. Immediatamente, apparve una luce lungo la costa e il ricco navigatore si salvò, costruendo proprio in quel luogo la chiesa in onore della Madonna della Neve.
Secondo altre ipotesi il nome di "Michelizia" sarebbe da ricondurre alla "sacra Milizia" o "milizia di San Michele". San Michele era infatti santo protettore dell'esercito bizantino che effettivamente in quei territori ha lasciato tracce profonde. Tale tesi sarebbe secondo alcuni avvalorate dai resti di strutture precedenti recentemente rinvenute proprio sotto la chiesa in oggetto. Data la mancanza di studi archeologici approfonditi, non è ancora stato possibile dare una datazione esatta di questi resti. Proprio questa mancata datazione ha fatto sollevare  l'ulteriore ipotesi secondo cui l'edificio sul quale fu edificata la chiesa come oggi appare possa essere un tempio realizzato dai Cavalieri Templari che pure hanno lasciato tracce del loro passaggio in quei luoghi.

## Descrizione
L'edificio consta di due parti distinte anche se accostate: la parte cupolata e la navata longitudinale. La parte più interessante è la cupola. La sua struttura architettonica di influenza bizantino-araba. Infatti, la monumentalità della parte cupolata, la razionalità delle forme geometriche, il movimento ascensionale, dal cubo sottostante al tamburo centrale, sono elementi che creano una forma estetica di alto valore e di piena originalità. L'edificio può essere ammirato dal porto di Tropea o dall'orto retrostante la chiesa, che un tempo campeggiava su un grande agrumeto e forniva ai suoi visitatori la possibilità di ammirare un paesaggio stupendo della rupe di Tropea, che oggi risulta limitato dal cemento armato avanzante e dalla mancanza di un'adeguata illuminazione.